# 11230 Deschaffer
11230 Deschaffer è un asteroide della fascia principale. Scoperto nel 1999, presenta un'orbita caratterizzata da un semiasse maggiore pari a 2,1778656 au e da un'eccentricità di 0,1386024, inclinata di 6,49692° rispetto all'eclittica.